# 李林 (物理学家)
李林（1923年10月31日—2002年5月31日），生于北京，籍贯湖北黄冈，中国物理学家。
她曾任九三学社中央委员，全国青联副主席，全国妇联执委、常委，第三、五、六、七、八届全国政协委员。

## 生平
1923年生于北京，籍贯湖北黄冈，原名李熙芝。1944年毕业于广西大学机械工程学系，1946年赴英国留学，1948年获伯明翰大学硕士学位，随后进入剑桥大学学习冶金。
1951年获剑桥大学冶金和材料科学系博士。进入中国科学院上海冶金所。1956年，加入九三学社。1958年转至原子能研究所，同年加入中国共产党，此后又在二机部194所任研究员，1972年进入中国科学院高能物理研究所，1978年调到中国科学院物理研究所，主要从事材料物理学研究。1980年当选为中国科学院学部委员（院士）。

## 家庭

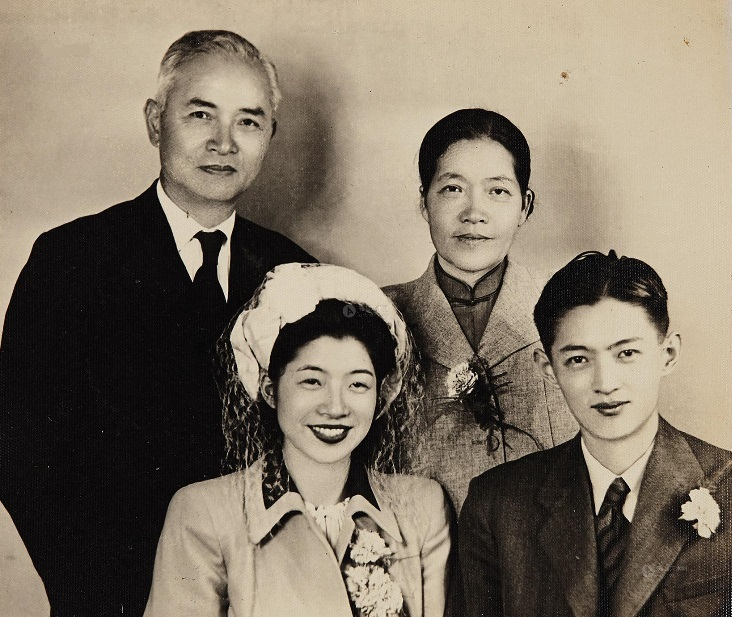
李四光和妻子许淑彬在剑桥参加女儿李林与女婿邹承鲁的婚礼

李林是地质学家李四光之女，生物化学家邹承鲁之妻。